# 보조 T세포

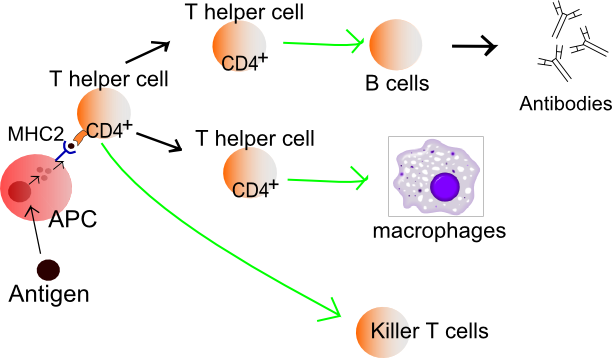
보조 T세포의 작용: 항원제시세포(APC)가 자신의 II형 MHC를 통해 항원을 제시한다. 보조 T세포는 이를 인식하여 활성화된다. 활성화된 보조 T세포는 사이토카인을 방출하여 대식세포, 세포독성 T세포, B세포를 활성화(녹색 화살표)시켜 결과적으로 항체가 많이 생산되도록 한다.

보조 T림프구(輔助 T細胞, Helper T cell), 또는 도움 T세포, CD4+ T세포는 면역계의 작용에 중요한 역할을 하는 T 세포로서, 림프구의 일종이다. 보조 T세포는 세포독성작용이나 식세포작용을 하지 않으며, 감염된 (체)세포나 항원을 직접 죽이지도 못하기 때문에 다른 면역 세포들이 없는 상태에서는 무용지물이다. 보조 T세포(Th cell)은 다른 면역 세포들을 활성화시키고 지휘하는 역할을 하며, 특히 면역계에 매우 중요한 역할을 담당하고 있다. 보조 T세포는 B세포의 항체 생산과, 세포독성 T세포의 활성화, 대식세포를 비롯한 식세포의 항박테리아 활동 촉진 등에 필수적이다. 보조 T세포, 또는 도움 T세포라는 이름이 붙여진 것도 이처럼 다른 세포의 활동에 많은 도움을 주고 있기 때문이다.
보조 T세포의 중요성은 HIV의 경우에서도 확인된다. HIV는 보조 T세포와 같은 CD4+세포들을 감염시킨다. 따라서 이 바이러스에 감염되면 보조 T세포의 수가 꾸준히 줄게 되며, 익히 후천성 면역 결핍증(AIDS) 이라고 알려진 증상을 나타낸다.

## 같이 보기
- 사이토카인